# Liste antiker Ortsnamen und geographischer Bezeichnungen/Ri
| Lateinischer Name | Griechischer Name      | Beschreibung                           | Heute | Quellen und Verweise | Lage |
| ----------------- | ---------------------- | -------------------------------------- | --- | -------------------- | ---- |
| Riblah            |                        |                                        | | Smith;               |      |
| Ricciacum         |                        | Ort in Nordgallien                     | Dalheim in Luxemburg                                                                                               | Smith;               |      |
| Ricina            |                        |                                        | | Smith;               |      |
| Ricina            |                        |                                        | | Smith;               |      |
| Riduna            |                        |                                        | | Smith;               |      |
| Rigodulum         |                        |                                        | Riol in Rheinland-Pfalz                                                                                            | Smith;               |      |
| Rigodunum         |                        |                                        | | Smith;               |      |
| Rigomagus         |                        | Ort in Gallia cisalpina                | Remagen | Smith;               |      |
| Rigomagus         |                        | Ort in Gallia cisalpina                | Trino südöstlich von Vercelli in Italien                                                                           | Smith;               |      |
| Rigomagus         |                        | Ort in der Provinz Alpes Cottiae       | Barcelonnette im Département Alpes-de-Haute-Provence in Frankreich                                                 |                      |      |
| Rimmon            |                        |                                        | | Smith;               |      |
| Riobe             |                        |                                        | | Smith;               |      |
| Ripa              |                        | Ort in Hispania Baetica                | | Smith;               |      |
| Rira              |                        |                                        | | Smith;               |      |
| Risardir          |                        |                                        | | Smith;               |      |
| Rithymna          |                        |                                        | | Smith;               |      |
| Rittium           |                        |                                        | | Smith;               |      |
| Ritumagus         |                        |                                        | | Smith;               |      |
| Riusiava          | Ῥιουσιαύα (Rhiousiaua) | Ort in den Agri decumates in Germanien | vermutlich identisch mit dem Kastell Rißtissen auf dem Gebiet des Ehinger Ortsteils Rißtissen in Baden-Württemberg | Smith;               |      |